# Robot de service
 (janvier 2023).
 (février 2019).
Si vous disposez d'ouvrages ou d'articles de référence ou si vous connaissez des sites web de qualité traitant du thème abordé ici, merci de compléter l'article en donnant les références utiles à sa vérifiabilité et en les liant à la section « Notes et références ».
Les robots de service aident les êtres humains, généralement en effectuant un travail sale, ennuyeux, distant, dangereux ou répétitif, y compris les tâches ménagères. Ils sont généralement autonomes et / ou exploités par un système de contrôle intégré, avec des options de dérogation manuelle. Le terme "robot de service" n'a pas de définition technique stricte. L'Organisation internationale de normalisation définit un «robot de service» comme un robot «qui effectue des tâches utiles pour l'homme ou les équipements, à l'exception des applications d'automatisation industrielle». 
Les robots de service domestique constituent depuis longtemps un aliment de base de la science-fiction et des visions commerciales du futur. Jusqu'à récemment, nous n'avons pu que spéculer sur ce que pourrait être l'expérience de l'utilisation d'un tel appareil. Les robots de service domestiques actuels, introduits en tant que produits de consommation, nous permettent de concrétiser cette vision. 
Selon la norme ISO 8373, les robots exigent «un degré d'autonomie», qui est «la capacité à effectuer des tâches prévues en fonction de l'état actuel et de la détection, sans intervention humaine». Pour les robots de service, cela va d'une autonomie partielle - y compris l'interaction robot humain - à une autonomie totale - sans intervention active du robot humain. Les statistiques de la Fédération internationale de robotique (IFR) pour les robots de service comprennent donc des systèmes basés sur un certain degré d'interaction robot de forme humanoïde[incompréhensible] ou même une télé-opération complète ainsi que des systèmes entièrement autonomes. 
Les robots de service sont classés en fonction de leur utilisation personnelle ou professionnelle. Ils ont de nombreuses formes et structures ainsi que des domaines d'application. 

## Les types
Les applications possibles des robots pour les tâches humaines sont très répandues. Actuellement, ces robots appartiennent à quelques catégories principales. 

### Industriel
Les robots de service industriels peuvent être utilisés pour effectuer des tâches simples, telles que l'examen de soudage, ainsi que des tâches plus complexes et plus difficiles en environnement difficile, telles que l'aide au démantèlement de centrales nucléaires. 
La Fédération internationale de la robotique a défini les robots industriels comme "un manipulateur multifonctions à commande automatique, reprogrammable, programmable selon trois axes ou plus, qui peuvent être fixes ou mobiles pour être utilisés dans des applications d'automatisation industrielle". 

### Robots de service de première ligne
Les robots de service sont des interfaces système autonomes et adaptables qui interagissent, communiquent et fournissent des services aux clients d'une entreprise. 

### National

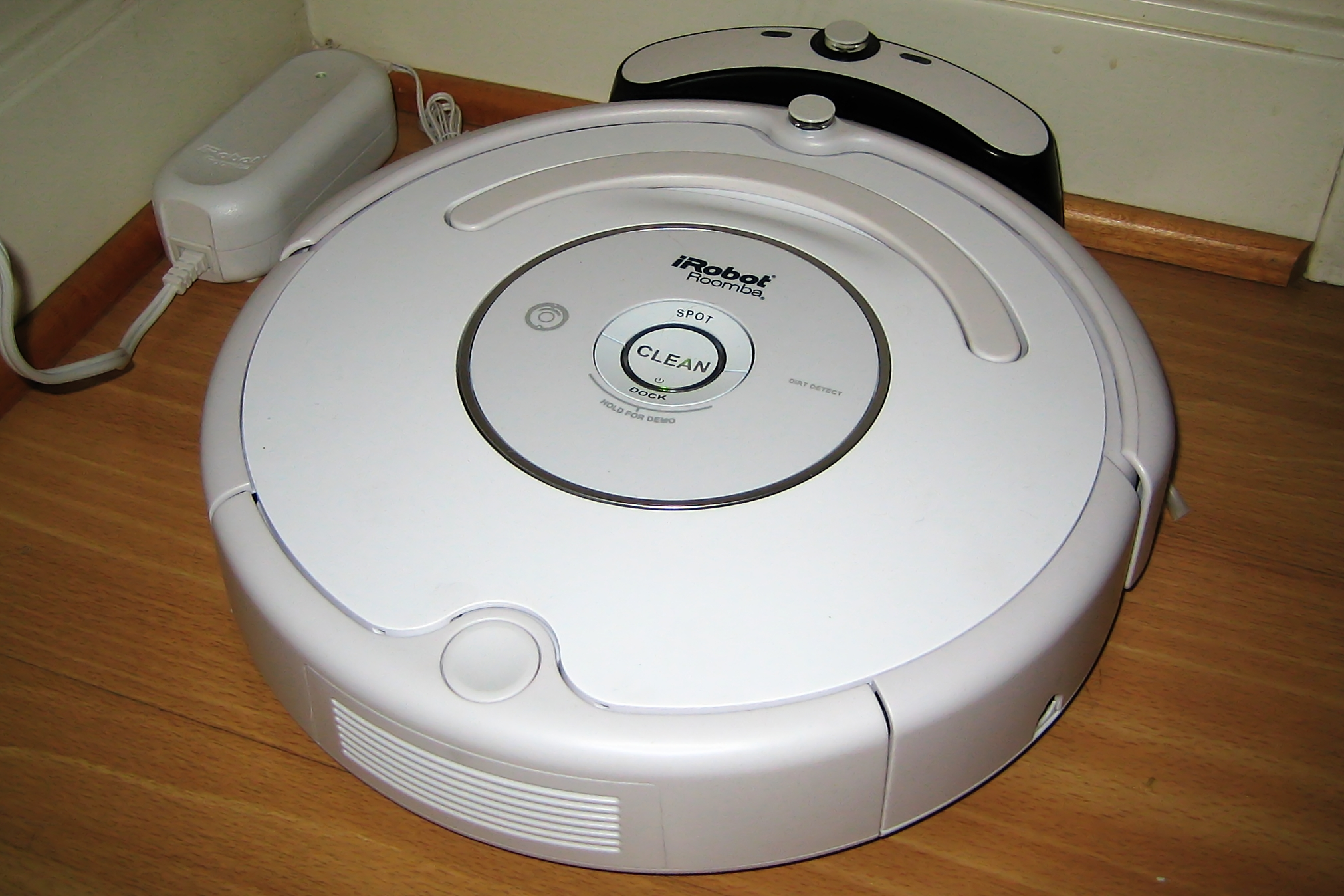
L'aspirateur Roomba est l'un des robots de service domestique les plus populaires.

Les robots domestiques effectuent des tâches que les humains effectuent régulièrement dans des environnements non industriels, tels que le nettoyage des sols, l'entretien des pelouses et l'entretien de la piscine. Les personnes handicapées, ainsi que les personnes âgées, pourront bientôt utiliser des robots de service pour les aider à vivre de manière autonome. Il est également possible d'utiliser certains robots en tant qu'assistants ou maîtres d'hôtel [réf. nécessaire]. 

### Scientifique
Les systèmes robotiques remplissent de nombreuses fonctions, telles que des tâches répétitives effectuées en recherche. Celles-ci vont des tâches répétitives multiples effectuées par les échantillonneurs et séquenceurs de gènes aux systèmes qui peuvent presque remplacer le scientifique dans la conception et la réalisation d'expériences, l'analyse de données et même la formulation d'hypothèses. L'ADAM de l'Université d'Aberystwyth au Pays de Galles peut "faire des hypothèses logiques sur la base des informations qui y sont programmées concernant le métabolisme de la levure et le mode de fonctionnement des protéines et des gènes chez d'autres espèces. Il s'est ensuite efforcé de prouver que ses prédictions étaient correctes. "
Des robots scientifiques autonomes effectuent des tâches que les humains trouveraient difficiles, voire impossibles, des profondeurs océaniques à l'espace extra-atmosphérique. L'Institut océanographique de Woods Hole Sentry peut descendre à 4 500 mètres et permet une charge utile plus élevée, car il n'a pas besoin de navire de support, ni de l'oxygène et des autres installations demandées par des navires pilotés par des humains. Les robots dans l'espace comprennent les rovers martiens qui pourraient effectuer des échantillonnages et des photographies dans le dur environnement de l'atmosphère sur Mars. 

## Exemples
- AMIGO
- Rollin' Justin
- Roomba
- Cosero

## Voir également
- Robot domestique